# مؤسسة هنداوي
مؤسسة هنداوي هي مؤسسة غير حكوميَّة غير هادفة للربح، تهدف إلى نشر التعليم والثقافة عن طريق برامجها المتعددة، حتى تساهم في نشر الوعي الثقافي، وغرس حب القراءة والارتقاء بالفكر لدى المواطن العربي.
أطلقت المؤسسة برامجها المختلفة على أن يحتوي كل برنامج على مصدر مختلف للمعرفة. تقوم المؤسسة بترجمة المقالات العلمية والثقافية، وتقوم أيضًا بتوفير محاضرات في شتى المجالات لطلبة العلم، وكذا نشر المدونات والأخبار العلمية والثقافية، وتوفير برامج تعليم اللغة الإنجليزية للناطقين باللغة العربية، ونشر كل هذا عبر وسائط تكنولوجية متعددة.
تعتبر مؤسسة هنداوي للتعليم والثقافة من رواد النشر الإلكتروني في العالم باللغة العربية؛ فبالإضافة إلى ترجمة الكتب والمقالات، تعمل المؤسسة على تكوين أكبر مكتبة إلكترونية عربية، من خلال إعادة إنتاج ونشر أهم كتب التراث العربي الحديث جنبًا إلى جنب مع المؤلفات المعاصرة الأكثر تميزًا. وفي هذا الإطار تجري المؤسسة تعاقدات مع كبار المؤلفين العرب والأجانب وكذلك شباب الكتاب الواعدين. كما كان للمؤسسة السبق في تعريب كلٍّ من تطبيقي mobi وePub ليتسنى تصفح الكتاب الإلكتروني العربي بيسر ووضوح.

## التأسيس
تأسست عام 2007 بالقاهرة باسم كلمات عربية (مؤسسة)، ثم تغير إسمها إلى «مؤسسة هنداوي للتعليم والثقافة» في 2013.

## رؤية المؤسسة
الإثراء المعرفي للناطقين باللغة العربية على مستوى العالم.

## أهداف المؤسسة
•	اختيار مصادر متنوعة للمعرفة وتقديمها باللغة العربية عبر وسائط مختلفة.
•	إتاحة المواد المعرفية ذات القيمة مع التزام تحقيق أعلى معايير الجودة في الشكل والمحتوى.
•	إعادة تشكيل تجربة القراءة في ظل الثورة المعلوماتية والإنترنت.
•	استكشاف وسائل تعليمية وتثقيفية تسهم في فتح آفاق جديدة للمعرفة.

## برامج المؤسسة

### كتب
يهدف برنامج «كتب» إلى نشر المؤلفات القيمة مما كتب بالعربية أو تُرجم إليها في مختلف المجالات، العلمية، والأدبية، والفنية وغيرها لجعلها في متناول القارئ العربي. وتقوم المؤسسة بإتاحة الكتب على موقعها في نسخ إلكترونية عالية الجودة، مع نشر نسخ ورقية لبعض منها، تشارك في العديد من معارض الكتاب الدولية والمحلية.
بلغ عدد الكتب على موقع المؤسسة 3554 كتابا بتاريخ 30 يونيو 2025.
تميزت مؤسسة هنداوي في مجال النشر بالعديد من الانفرادات؛ مثل:
•	اتفاقها مع أسره عميد الأدب العربي الدكتور طه حسين لنشر جميع أعماله «نشرًا إلكترونيًّا» وإتاحة هذه الأعمال مجانًا على موقعها. وكان ذلك بمناسبة الذكرى الأربعين لرحيل الدكتور طه حسين.

•	حصولها على حقوق نشر أعمال الكاتبة آليس مونرو الحائزة على جائزة نوبل في الآداب عام 2013.
•اتفاقها مع أسرة الأديب الكبير نجيب محفوظ على نشر جميع مقالاته ورواياته وإتاحتها مجانًا على موقعها.
•	نشر جميع مؤلفات عباس محمود العقاد إلكترونيًّا وإتاحة هذه الأعمال مجانًا على موقعها.
•	حصولها على حقوق نشر مائة كتاب من سلسلة «مقدمة قصيرة جدًّا» من دار نشر جامعة أكسفورد.
•	حصولها على حقوق ترجمة ونشر كتاب الرئيس الأمريكي باراك أوباما: أحلام من أبي (كتاب) باللغة العربية.

#### أمثلة على بعض مما نشرته المؤسسة

##### الاقتصاد
الاقتصاد عاريًا — تشارلز ويلان
تحدي البديهة — ستيفن لاندسبيرج
اللعب النظيف — ستيفن لاندسبيرج
دعوة غداء — ديفيد سميث
فيلسوف الاقتصاد — ستيفن لاندسبيرج
المخبر الاقتصادي — تيم هارفورد

##### السير الذاتية
غاندي — غاندي
آدم سميث — جيمس بوكان
توماس جيفرسون — كريستوفر هيتشنز
ميكيافللي — روس كينج

##### إدارة الأعمال
العوامل الخمسة لخلل العمل الجماعي — باتريك لينسيوني
حرب العصابات في عالم المؤسسات — باتريك لينسيوني
الأخطاء الخمسة للرئيس التنفيذي — باتريك لينسيوني
الاجتماعات القاتلة — باتريك لينسيوني

##### العلوم المبسطة
الرياضيات: مقدمة قصيرة جدًّا — تيموثي جاورز
أهم خمس أفكار في العلوم — تشارلز وين وآرثر ويجنز
ريتشارد دوكينز: عالم غيَّر أفكارنا — ألان جرافن ومارك ريدلي
المبادئ — ناتالي أنجير
فيزياء العقل البشري والعالم من منظورين — روجر بينروز
المبادئ الفيزيائية لنظرية الكم — فيرنر هايزنبيرج

##### التاريخ
القوة والايمان والخيال — مايكل أورين

##### الخيال العلمي
الأرض المسطحة — أدوين أبوت

### صفحات
يهدف برنامج صفحات إلى ترجمة المقالات الأجنبية المتميزة عالميًّا والمنتقاة من أشهر المجلات المختلفة التي تصدر في شتى أنحاء العالم، وأكثرها تداولًا في المحيط الثقافي والمعرفي؛ مثل:
- إم آي تي تكنولوجي ريفيو
- ذي أمريكان ماثيماتيكل منثلي
- سكاي آند تليسكوب
- سكيبتيكال إنكوايرر
- فيلوسوفي ناو
- نيو ساينتيست
- هيستوري توداي

### مدونات
يهدف برنامج سطور إلى نشر عدد من أهم المدونات الثقافية والعلمية لأهم وأشهر الأدباء والكتاب والمفكرين العرب والأجانب؛ مثل:
- طه حسين
- محمد حسنين هيكل
- مي زيادة
- إبراهيم المازني
- محمد لطفي جمعة
- دكتور أحمد خالد توفيق
- نيكولاس كار
- كارل زيمر
- سيث غودين
- داني رودريك
- جيريمي دين
- إد يونغ

### أخبار
يهدف برنامج أخبار إلى جمع وتحرير وترجمة الأخبار العلمية والثقافية من اللغات المختلفة كالمنشورة على ناشونال جيوغرافيك، وفوربز، وهافينجتون بوست، وإنديبندنت، وجارديان، وسينس ديلي، وغيرها من المصادر العالمية؛ لإتاحتها للقارئ العربي.

### محتوى مسموع
انطلاقًا من إهداف المؤسسة التعليمية، تقوم المؤسسة بإنتاج مقاطع ذات محتوى تعليمي مبسط، فضلًا عن الكتب والمقالات المسجلة صوتيًّا.

### تطبيقات
كتب: هو تطبيق يحتوي على جميع الكتب الإلكترونية الموجودة على موقع المؤسسة في مختلف المجالات. يقوم التطبيق بعرض الكتب بشكل يجعل قراءة وتصفح الكتب سهلًا.
كرتونيات: هو التطبيق الأول من نوعه في العالم العربي، والمخصص للكوميكس والروايات المصوَّرة. يضم التطبيق العديد من الكوميكس العالمية، أبرزها: أتوميك ماوس، وآندي هاردي، والرجل الخفي، معروضةً بطريقة بسيطة وسهلة الاستخدام. التطبيق مناسب لجميع الأعمار.
60 ثانية: هو تطبيق لتحديد المستوى في اللغة الإنجليزية.

## الجوائز
فازت «مؤسسة هنداوي للتعليم والثقافة» بجائزة «النشر التشجيعية» لعام 2013 من قِبل اتحاد الناشرين بالتعاون مع الهيئة المصرية العامة للكتاب تحت اسم «كلمات» أحد برامج المؤسسة.
كما فازت المؤسسة بجائزة «أفضل دار ناشئة»، وذلك ضمن فروع جوائز معرض القاهرة الدولي للكتاب في دورته الخامسة والأربعين لعام 2014 تحت اسم «كلمات» أحد برامج المؤسسة.
كما فازت «رشا سعد زكي» إحدى المترجمات في المؤسسة بجائزة خادم الحرمين الشريفين للترجمة في دورتها السادسة عام 2013 في مجال ترجمة العلوم الإنسانية من اللغات الأخرى إلى اللغة العربية عن ترجمتها لكتاب «الاقتصاد التطبيقي» أحد إصدارات «مؤسسة هنداوي للتعليم والثقافة».

## وصلات خارجية
- الموقع الرسمي